# Cathayornis
Cathayornis is een geslacht van uitgestorven vogels uit het Vroeg-Krijt van het huidige China, behorend tot de Enantiornithes.

## Vondst en naamgeving
In september 1990 vond Zhou Zhonghe verschillende vogelfossielen in de groeve van Beishan nabij Xidagou ten zuiden van Boluochi. Drie daarvan zou hij benoemen als aparte soorten. Het was de eerste keer dat een professionele paleontoloog in het gebied van Liaoning vogelfossielen opgroef. Eerdere vondsten werden gedaan door illegale stropers.
In 1992 benoemden en beschreven Zhou Zhonghe, Jin Fan en Zhang Jiangyong de typesoort Cathayornis yandica. De geslachtsnaam is een combinatie van Cathay, een oude dichterlijke naam voor China, met het Oudgriekse ὄρνις, ornis, 'vogel'. De soortaanduiding is afgeleid van Yandu, een oude naam voor Chaoyang, de stad in Liaoning in de buurt waar het fossiel gevonden was.
Het holotype IVPP V9769 is gevonden in een laag van de Jiufotangformatie, die dateert uit het Aptien. Het bestaat uit een skelet met schedel, samengedrukt op een plaat met tegenplaat. De schedel en de voorkant van de romp zijn bijna compleet maar het bekken en de achterpoten zijn beschadigd. Het skelet ligt gedeeltelijk in verband maar veel botten zijn slechts bewaard gebleven als afdrukken. Om de studie te vergemakkelijken zijn die als mal gebruikt voor afgietsels.
Drie andere soorten zijn benoemd in het geslacht. In 1997 benoemde Hou Lianhai Cathayornis caudatus, gebaseerd op specimen IVPP V10917, in de herfst van 1993 door Zhou verzameld. Het werd als afwijkend beschouwd omdat het een lange benige staart zou hebben, waarop ook de soortaanduiding caudatus, 'voorzien van een staart', op duidt. Later bleek dit een verschoven deel van het bekken te zijn. C. caudatus werd daarop meestal als een jonger synoniem van C. yandica beschouwd maar is in 2015 benoemd als het aparte geslacht Houornis. In 2002 benoemde Hou een derde soort: Cathayornis aberransis, gebaseerd op specimen IVPP V12353. Dat heeft enkele afwijkende eigenschappen, waarop ook de soortaanduiding duidt die een verschrijving is van het Latijn aberrans. Een studie uit 2010 door Jingmai Kathleen O'Connor concludeerde dat deze kenmerken ten dele in feite niet aanwezig waren en dat een meer gedetailleerde studie nodig was om te bepalen of het wel om een geldig taxon gaat en, zo ja, of het wel aan Cathayornis yandica verwant is. In 2006 benoemde Zhou een vierde soort: Catayornis chabuensis, gebaseerd op specimen BMNHC Ph000110ab dat duizend kilometer verderop, in Binnen-Mongolië bij Chabu Sumu, gevonden was in een laag van de Jingchuanformatie. De studie uit 2010 concludeerde dat deze soort wel geldig is maar geen afgeleide kenmerken met Cathayornis yandica deelt. In 2015 werd gemeld dat het holotype zoek was.
Naast deze soorten zijn er door Hou in 1997 drie geslachten benoemd die volgens latere studies door Zhou jongere synoniemen zijn van Cathayornis: Longchengornis, Cuspirostrisornis en Largirostrornis. Vooral de laatste twee genera, gebaseerd op, ten dele slecht, materiaal uit Boluochi, worden vaak gezien als grote exemplaren van Cathayornis.
In 2002 stelde Paul Sereno dat Cathayornis een jonger synoniem was van zijn in 1992 benoemde Sinornis. De studie uit 2010 door O'Connor concludeerde echter dat beide aparte soorten waren, niet eens bijzonder nauw verwant. Kennelijk zijn er grote aantallen fossielen van Cathayornis geborgen. Volgens Hou was het de meest talrijke soort uit de groeven van Boluochi. Zhou stelde een dozijn exemplaren bestudeerd te hebben. Volgens westerse onderzoekers zou het totaal weleens in de honderden kunnen lopen. In het gebied zijn al gedurende een kwart eeuw door de illegale fossielenhandel massaal exemplaren gestroopt die hun weg gevonden hebben naar particuliere verzamelaars of, na beslagname, de staatsmusea. Dit omvangrijke materiaal is nog nauwelijks in kaart gebracht en het is daarom onduidelijk welke soorten er in onderscheiden kunnen worden en welk specimen bij welke soort hoort. Als gevolg hiervan is er niet één exemplaar dat volgens alle onderzoekers aan Cathayornis yandica kan worden toegewezen, waarvan dus het enige zekere specimen nog steeds slechts het holotype is.

## Beschrijving
Cathayornis yandica is een vrij kleine vogel. Het holotype heeft een spanwijdte van zo'n dertig centimeter en het gewicht ervan is geschat op negenenzestig gram.
Zhou gaf in 1992 een diagnose maar die bevatte voornamelijk kenmerken die door grote groepen vogels gedeeld werden. Latere studies stelden een aantal onderscheidende kenmerken vast. De zijuitsteeksels van de zevende en achtste sacrale wervel zijn met hun punten aan elkaar vergroeid. De duimklauw is 45 procent langer dan de tweede handklauw die dus relatief groot is. Bij het darmbeen heeft het achterblad een vrijwel rechte bovenrand. Het achterblad is minder taps toelopend dan bij Sinornis. Het borstbeen heeft een achterste uitsteeksel dat niet met een sternale rib verbonden is.
In het algemeen heeft Cathayornis de bouw van een niet al te basaal lid van de Enantiornithes. De schedel van het holotype heeft een lengte van 28,1 millimeter. De kop is matig lang en spits. In de praemaxilla staan minstens vier en vermoedelijk vijf kleine tanden en in het dentarium minstens drie en vermoedelijk zes. De bovenarm is ongeveer even lang als de onderarm. Er zijn duidelijke handklauwen. Het heiligbeen telt acht wervels. De staart heeft zes vrije wervels en daarna een vergroeid pygostyle van 14,1 millimeter lengte.

## Fylogenie
In 1992 was er nog maar weinig over zulke basale vogels bekend en Zhou worstelde met het vraagstuk van de verwantschappen van Cathayornis. Hij overwoog een plaatsing in de Enantiornithes maar besloot dat de soort dermate uniek was dat er niet alleen een eigen familie Cathayornithidae maar zelfs een aparte orde Cathayornithiformes voor benoemd moest worden. Tegenwoordig wordt begrepen dat het toch om een lid van de Enantiornithes gaat. 